# Новоборова
Новоборова́ (рос. Новоборовая) — присілок у складі Вікуловського району Тюменської області, Росія.
Населення — 27 осіб (2010, 75 у 2002).
Національний склад станом на 2002 рік:
- росіяни — 99 %